# 韓須
韩须（？—？），姬姓，韩氏，名须，谥贞，一说谥平，又说谥悼，梁玉绳认为悼是是贞字的误文，又称韩平子、韩悼子，是韩起的嫡子，晋国的卿大夫。

## 逆少姜
前540年夏季四月，担任公族大夫的韩须到齐国迎接齐女少姜，齐国的上大夫陈无宇把少姜送到晋国。晋平公宠爱少姜，称她为少齐。晋平公认为陈无宇不是卿，在中都把他抓了起来。少姜为陈无宇求情说：“送亲人的地位应该与迎亲人的地位相同。由于害怕大国，才有所改变，因此才发生了混乱。”

## 薳启彊之评
前537年，晋国中军将韩起护送晋女到楚国完婚，上大夫叔向做副手。他们到了楚国后，楚灵王让大夫们上朝，说：“晋国是我国的仇敌。如果我们能够实现愿望，就不用顾虑其他。现在他们来的送亲人，是上卿和上大夫。如果我们让韩起做守门人，阉了叔向让他做司宫，这足以羞辱晋国，我们也实现了愿望，这行吗？”楚国大夫当中没有一个人说话。
薳启彊打破沉默说道：“行。如果有防备，为什么不行？羞辱一个普通人还不能不作防备，何况羞辱一个国家呢？所以圣王致力于推行礼仪，不求羞辱别人。朝觐聘问有珪表示信用，宴享进见有璋表示有礼，小国有述职的规定，大国有巡狩的制度。设置了案几而不倚靠，爵中酒满而不饮用，宴会时有表示友好的礼品，饭食时有装三牲肉的陪鼎。入境有郊外的慰劳，离开有赠送的财货，这都是礼仪的最高形式。国家和家族的败亡，就是因为失去了这种常道，祸乱就会发生。
城濮之战获胜后，晋国没有防备楚国，因此在邲之战吃了败仗。邲之战获胜后，楚国没有防备晋国，因此在鄢陵之战吃了败仗。自从鄢陵之战以来，晋国没有丧失防备，而且对楚国礼数有加，国内君臣以和睦为重，因此楚国不能报复，所以只能请求亲善了。既然得到了婚姻的亲戚关系，又想要羞辱他们，以自寻敌人，又该怎么防备？谁来承担责任？如果有能承担责任的人，羞辱他们也不是不行。如果没有，国君还是考虑一下。晋国对待国君，下臣认为很可以了：要求诸侯朝见大家都来了，要求联姻就进奉女子。晋君亲自送女儿，上卿和上大夫送亲到我国。如果还要羞辱他们，国君恐怕也要有所防备。不然的话，该怎么办？
韩起之下，有赵成、中行吴、魏舒、范鞅、知盈；叔向之下，有祁午、张趯、籍谈、女齐、梁丙、张骼、辅跞、苗贲皇，都是诸侯应该选拔的良臣。韩起的侄子韩襄现在是公族大夫，韩起的嫡子韩须也早已受命出使国外。韩氏的箕襄、邢带、叔禽、叔椒、子羽，都是大家族。韩氏征收赋税的七个城邑，都是大县。羊舌氏四族，都是强盛的家族。晋国人如果失去韩起和叔向，五卿八大夫辅助韩须和杨石，依靠他们的十家九县，九百辆战车，其余四十县有留守的战车四千辆，奋发他们的勇武和愤怒，以报复他们的奇耻大辱。叔向的哥哥伯华出谋划策，中行吴和魏舒率领军队出击，就没有不成功的了。国君将要把亲善替换为怨恨，确实是违背礼仪而招惹敌寇，而又没有应有的防备，让下臣们去当俘虏以满足国君的心意，有什么不可以呢？”
楚灵王说：“这是我的过错，大夫您别说了。”楚国于是对韩起和叔向都厚加礼遇。

## 问叔向
韩须向叔向问道：“刚与柔相比哪一个更坚实？”叔向回答说：“我已经八十岁了，牙齿掉了又掉，但舌头还在。老子有这样的话：‘天下间最柔的东西能够驰骋纵横于天下间最坚的东西。’老子还说：‘人活着的时候身体柔软，人死了后身体就变僵硬；万物和草木的活着的时候也很柔软脆弱，死后就枯槁了。由此看来，柔软属于生者一类，刚强属于死者一类。’生者损毁后一定会恢复，死者破败后只会更加凋亡；我因此知道柔比刚更坚实。”韩须说：“说得好啊！那么你的行为依从什么呢？”叔向说：“我也是柔软的，为什么要刚呢？”韩须问：“柔岂不是很脆吗？”叔向说：“柔者即使扭曲也不会折断，即使锋利也不会缺损；怎么会脆呢？上天的规律是微弱者取胜，因此两军对垒，柔的克敌制胜，两个敌对者争利，弱的获得利益。《易经》说：‘上天的规律是减损盈满而增加不足，大地的规律是改变盈满而流向不足，鬼神损害盈满而福佑不足，人世的规律是厌恶盈满而喜好谦虚。’心怀谦虚不足的柔弱，天道、地道、鬼神、人道都会帮助他，那么怎么会行事而无法实现愿望呢？”韩须说：“说得好。”

## 徙平阳
韩起死后，韩须继立，《史记》记载韩须将韩氏宗邑迁居到平阳，《世本》则记载是韩景子将韩氏宗邑迁居到平阳，《竹书纪年》记载是韩武子将韩氏宗邑迁居到平阳。

## 其他参考书目
- 杨伯峻 《白话左传》

| 前任： 韩起 | 晋国韩氏宗主 第七代 | 繼任： 韩不信 |